# Décès en 1342
Décès
- 1338
- 1339
- 1340
- 1341
- 1342
- 1343
- 1344
- 1345
- 1346

Cette page dresse une liste de personnalités mortes au cours de l'année 1342 :
- 17 janvier : Aymery Guénaud, 70e évêque d'Auxerre et archevêque de Rouen.
- 22 janvier :
  - Henri IV le Fidèle, duc de Żagań.
  - Louis Ier de Bourbon[1].
- 24 mars : Napoléon Orsini, cardinal italien.
- 28 mars : Pierre de Faucigny, évêque de Genève.
- 25 avril : Benoît XII, pape.
- 16 mai : Aliénor de Bretagne, seizième abbesse de Fontevraud.
- 10 juin : Eifuku-mon In, impératrice du Japon et poétesse.
- 17 juin ou 27 juillet : Jean de Steenhouwer, 18e abbé de Parc.
- 16 juillet : Charles Robert de Hongrie, roi de Hongrie.
- 15 août : Pierre II de Sicile, roi de Sicile.
- entre le 5 octobre et le 20 novembre[2],[3] : Robert III d'Artois, blessé lors du siège de Vannes, meurt lors de son retour en Angleterre.
- 26 octobre ou 2 décembre : Pierre III de Gruyère, comte de Gruyère.
- 29 novembre : 
  - Bartolomeo Gradenigo, 53e doge de Venise.
  - Michele da Cesena, théologien franciscain italien.
- 23 décembre : Yolande de Montferrat, comtesse de Savoie, comtesse d'Aoste, comtesse de Maurienne.

- Robert III d'Artois, seigneur de Conches-en-Ouche, de Domfront, de Mehun-sur-Yèvre et comte de Beaumont-le-Roger.
- Guy Ier de Blois-Châtillon, comte de Blois et seigneur de Château-Renault.
- Philippe de Majorque, prince catalan et religieux catholique.
- Marsile de Padoue, (ou 1343), théoricien politique italien.
- Catherine de Viglione, femme italienne.
- Anne de Trébizonde, impératrice de Trébizonde.
- Aimeric Girard, évêque de Nîmes.
- Pierre La Palud,  théologien et archevêque français, patriarche latin de Jérusalem.
- Simone Saltarelli, procurateur général de l’Ordre des Dominicains, évêque de Parme, puis archevêque de Pise.
- Matteo Silvatico, médecin et botaniste médiéval écrivant en latin, qui a enseigné à l'École de médecine de Salerne.
- Tinibeg, Khan de la Horde d'or.
- Abderrahmane El Waghlissi, jurisconsulte, savant et imam algérien

## Crédit d'auteurs
- Cet article est partiellement ou en totalité issu de l'article intitulé « 1342 » (voir la liste des auteurs).